# Henry R. Labouisse
Henry Richardson Labouisse, Jr. (* 11. Februar 1904; † 25. März 1987) war ein US-amerikanischer Jurist und Diplomat.

## Leben
Labouisse ging von 1929 bis 1941 seinem Beruf als Anwalt in New York City nach, ehe er, u. a. im Rahmen des Marshallplanes, von 1941 bis 1954 für das US-amerikanische Außenministerium tätig wurde. Danach, von 1954 bis 1958, war er Leiter des Hilfswerks der Vereinten Nationen für Palästina-Flüchtlinge im Nahen Osten (UNRWA, United Nations Relief and Works Agency for Palestine Refugees in the Near East). Zwischen 1962 und 1965 fungierte er als Botschafter der Vereinigten Staaten in Griechenland. Seit Juni 1965 hielt Labouisse den Vorsitz des Kinderhilfswerks UNICEF. Er führte dieses Amt bis Dezember 1979 aus. Labouisse war der Überzeugung, dass „das Wohlergehen der Kinder von heute unzertrennbar mit dem Frieden der Welt von morgen verbunden ist.“
1954 heiratete Labouisse Ève Curie, die eine Schriftstellerin und Beraterin des Generalsekretärs der NATO war.
1965 nahm das Ehepaar den Friedensnobelpreis entgegen, der an die UNICEF vergeben wurde.